# Communauté de communes du Rhin
La communauté de communes du Rhin est une ancienne structure intercommunale située dans le département du Bas-Rhin et la région Grand Est et comptant 7 communes membres.

## Histoire
La communauté de communes du Rhin a été créée 31 décembre 2001 et se substitue au SIVOM du Ried fondé en 1966 par René Hurstel, maire de Rhinau de 1958 à 1995. Le 1er janvier 2017, elle fusionne avec la communauté de communes du Pays d'Erstein et la communauté de communes de Benfeld et environs pour former la communauté de communes du canton d'Erstein.

## Territoire communautaire

### Composition
La communauté de communes était constituée des 7 communes suivantes :
| Nom            | Code Insee | Gentilé        | Superficie (km2) | Population (dernière pop. légale) | Densité (hab./km2) |
| -------------- | ---------- | -------------- | ---------------- | --------------------------------- | ------------------ |
| Rhinau (siège) | 67397      | Rhinois        | 17,35            | 2 756 (2013)                      | 159                |
| Boofzheim      | 67055      | Boofzheimois   | 11,94            | 1 264 (2013)                      | 106                |
| Daubensand     | 67086      | Daubensandois  | 3,87             | 364 (2013)                        | 94                 |
| Diebolsheim    | 67090      | Diebolsheimois | 7,03             | 680 (2013)                        | 97                 |
| Friesenheim    | 67146      | Friesenheimois | 12,03            | 628 (2013)                        | 52                 |
| Gerstheim      | 67154      | Gerstheimois   | 16,42            | 3 297 (2013)                      | 201                |
| Obenheim       | 67338      | Obenheimois    | 7,99             | 1 405 (2013)                      | 176                |

## Administration

### Siège
Le siège de la communauté de communes du Rhin était à Rhinau, 16 rue Longue.

### Conseil communautaire
Les 23 conseillers titulaires étaient répartis selon le droit commun comme suit : 
| Nombre de délégués | Communes                             |
| ------------------ | ------------------------------------ |
| 6                  | Gerstheim                            |
| 5                  | Rhinau                               |
| 3                  | Boofzheim, Obenheim                  |
| 2                  | Daubensand, Diebolsheim, Friesenheim |

### Élus
La communauté de communes était administrée par un conseil communautaire constitué de 23 conseillers communautaires, qui sont des conseillers municipaux représentant chacune des communes membres.
À la suite des élections municipales de 2014 dans le Bas-Rhin, le conseil communautaire du 4 avril 2014 a élu son président, Éric Kléthi, maire de Boofzheim, ainsi que ses 4 vice-présidents.
Jusqu'à la dissolution de l'intercommunalité, la composition du bureau communautaire était la suivante :
|     | Attributions | Identité              | Qualité                              |
| --- | ------------ | --------------------- | ------------------------------------ |
| 1re | -            | Marianne Horny-Gonier | Première adjointe au maire de Rhinau |
| 2e  | -            | Laurence Muller-Bronn | Maire de Gerstheim                   |
| 3e  | -            | André Klumb           | Maire de Friesenheim                 |
| 4e  | -            | Rémy Schenk           | Maire d'Obenheim                     |

### Liste des présidents
| Période                                  | Période       | Identité      | Étiquette      | Qualité                                                                    |
| ---------------------------------------- | ------------- | ------------- | -------------- | -------------------------------------------------------------------------- |
| SIVOM du Ried                            |               |               |                |                                                                            |
| 1966                                     | 1995          | René Hurstel  |                | Maire de Rhinau (1958 → 1995)                                              |
| Les données manquantes sont à compléter. |               |               |                |                                                                            |
| Communauté de communes du Rhin           |               |               |                |                                                                            |
| décembre 2001                            | avril 2014    | Danièle Meyer | UDF puis Modem | Maire de Rhinau (1995 → 2014) Conseillère régionale d'Alsace (2004 → 2010) |
| avril 2014                               | décembre 2016 | Éric Klethi   | UMP            | Maire de Boofzheim (2008 → )                                               |